# Krystyna Długosz-Kurczabowa

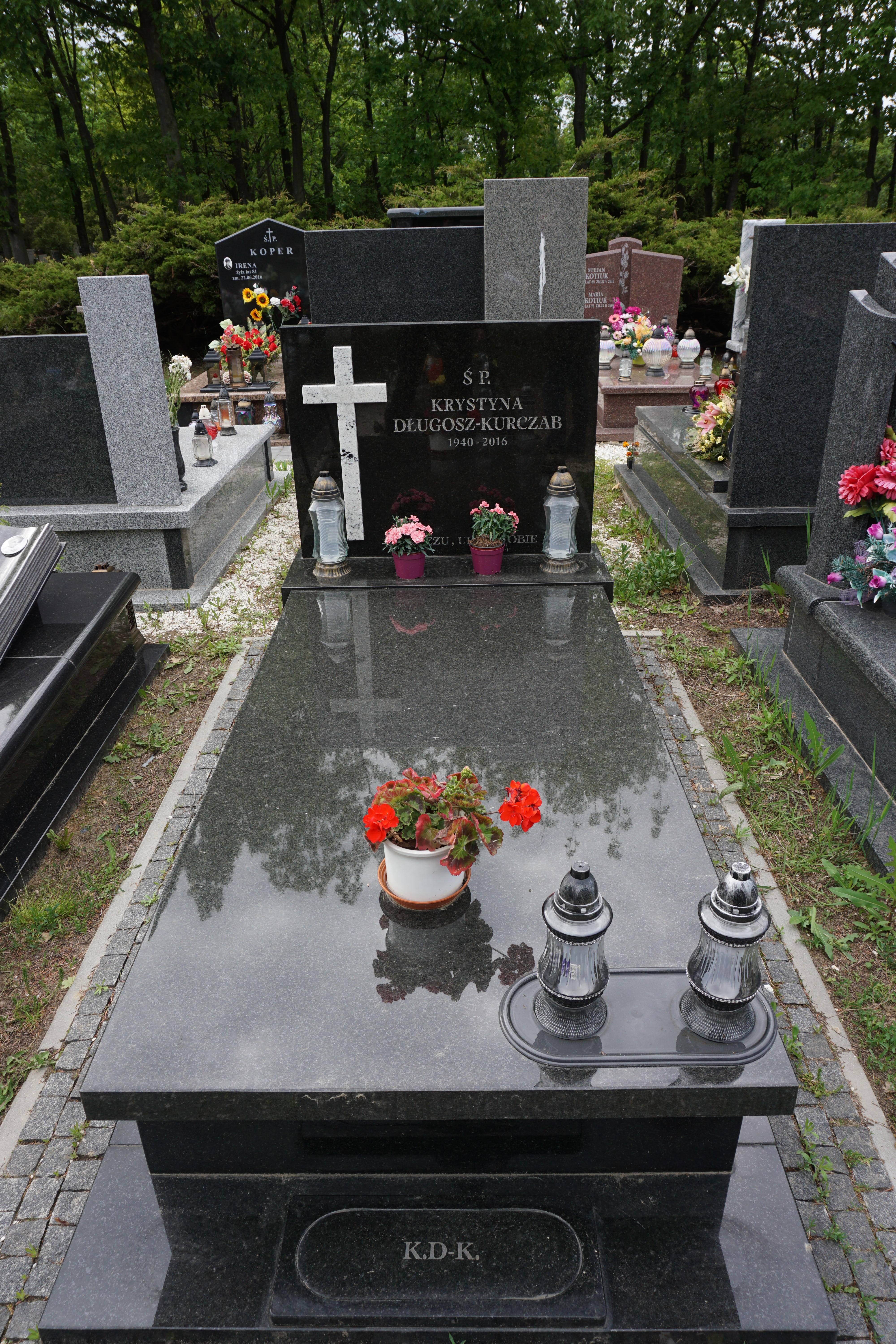
Grób Krystyny Długosz-Kurczabowej na cmentarzu komunalnym Północnym

Krystyna Władysława Długosz-Kurczabowa (Długosz-Kurczab) (ur. 13 kwietnia 1940 w Domaszowicach, zm. 14 września 2016 w Warszawie) – polska filolog, doktor nauk humanistycznych w zakresie językoznawstwa. Zajmowała się gramatyką historyczną języka polskiego, polskim językiem religijnym, translatoryką biblijną. Pracowała w Zakładzie Historii Języka Polskiego i Dialektologii Instytutu Języka Polskiego na Wydziale Polonistyki Uniwersytetu Warszawskiego.

## Życiorys
W 1962 ukończyła polonistykę na Uniwersytecie Warszawskim i od tego też roku rozpoczęła pracę dydaktyczną na tej uczelni. Należała do Towarzystwa Miłośników Języka Polskiego i Towarzystwa Kultury Języka.
Zajmowała się m.in. przekładami biblijnymi. Krytycznie oceniła Ekumeniczny Przekład Nowego Testamentu. Zarzuciła, że najważniejszą cechą ekumenicznego przekładu Nowego Testamentu jest „radykalizm we wprowadzaniu innowacji”. Jak podkreślają bibliści, początkowo była niechętna odchodzeniu od tradycyjnego stylu biblijnego w ekumenicznym przekładzie Pisma Świętego, stopniowo jednak przekonywała się do idei translacji dynamicznej, języka współczesnego, ale dobrze przemyślanego i poprawnego. Ostatecznie odpowiadała za redakcję i konsultację polonistyczną wydania jednotomowego Biblii Ekumenicznej.
Zmarła 14 września 2016. Egzekwie żałobne zostały odprawione w dniu 22 września 2016 w Parafii Świętych Rafała i Alberta w Warszawie. Została pochowana na cmentarzu komunalnym Północnym w Warszawie (B-XV-1-2-16).

## Wybrane prace
- Apelatywizacja biblijnych nazw własnych w języku polskim (1990)
- Gramatyka historyczna języka polskiego (1993, 2001, 2006, 2013; współautor Stanisław Dubisz)
- Biblizmy w języku staropolskim (1994) [artykuł]
- Konfesja Sandomierska (1995)
- Charakterystyka językowa ekumenicznego przekładu "Ewangelii św. Mateusza" (1998) [artykuł]
- Etymologia (1998)
- Gramatyka historyczna języka polskiego : podręcznik dla studentów polonistyki (1998, 1999; współautor Stanisław Dubisz)
- Gramatyka historyczna języka polskiego : słowotwórstwo (1999; współautor Stanisław Dubisz)
- Gramatyka historyczna języka polskiego w testach, ćwiczeniach i tematach egzaminacyjnych (1999, 2006; współautor Stanisław Dubisz)
- Apokaliptyczny zielony koń (2000) [artykuł]
- Nowy słownik etymologiczny języka polskiego (2003)
- Słownik wyrazów obcych PWN (2004)
- Reduta 56 (2005)
- Słownik etymologiczny języka polskiego (2005)
- Językowe procesy integracyjne (na materiale małopolskiej gwary wsi Chrusty) (2005) [artykuł]
- Szkice z dziejów języka religijnego (2007)
- Wielki słownik etymologiczno-historyczny języka polskiego (2008, 2016)
- Funkcje wielkiej litery w tekście ekumenicznego przekładu "Nowego Testamentu" (2008) [artykuł]
- Biblijne skrzydlate słowa w wersji ekumenicznej i najnowszych katolickich przekładach Pisma Świętego (2009) [artykuł]
- Nazwy miejscowe północnych okolic Warszawy (2014)
- Wypowiedzi Boga z początków profetyzmu pisanego w polskich przekładach Biblii (2015) [artykuł]